# Jacek Włosowicz
Jacek Władysław Włosowicz est un député européen polonais né le 25 janvier 1966 à Skalbmierz. Il est membre de Pologne solidaire.

## Biographie
Il est élu député européen lors des élections européennes de 2009.
Au cours de la 7e législature, il siège au sein des Conservateurs et réformistes européens (CRE) entre 2009 et 2011 puis au sein du groupe Europe de la liberté et de la démocratie directe (ELD/EFDD) à partir de 2011. Il est membre de la commission des budgets.